# City Football Group
«City Football Group» — холдингова компанія, яка керує футбольними клубами. Групою володіють три організації; з яких 81% контрольного пакету акцій належить «Abu Dhabi United Group», 18% — американській фірмі «Silver Lake», а 1% — китайським компаніям «China Media Capital» і «CITIC Capital». До складу компанії серед інших входять такі футбольні клуби як «Манчестер Сіті», «Жирона», 
«Ломмель».